# Кјуба (Њујорк)
Кјуба (енгл. Cuba) град је у америчкој савезној држави Њујорк.

## Демографија
По попису из 2010. године број становника је 1.575, што је 58 (-3,6%) становника мање него 2000. године.
| Група             | 2000.         | 2010.         |
| Белци             | 1.568 (96,0%) | 1.515 (96,2%) |
| Афроамериканци    | 9 (0,6%)      | 11 (0,7%)     |
| Азијати           | 9 (0,6%)      | 4 (0,3%)      |
| Хиспаноамериканци | 29 (1,8%)     | 26 (1,7%)     |
| Укупно            | 1.633         | 1.575         |